# Grupo Yndio
El Grupo Yndio es una agrupación musical mexicana originaria de la ciudad de Hermosillo, Sonora, México, fundada en el año 1972. El grupo es popular por su particular estilo de realizar versiones al español (covers) de baladas románticas en inglés de la década de los años 1970, cuentan también con temas  originales.

## Historia
Formado en 1972 por René Sotelo en la voz (La Libre Expresión) y Ernesto Pablos en los teclados (Los Pulpos), gracias a una propuesta de discos Polydor. Reuniendo a Pepe Liera (guitarra), Eduardo Orduño (bajo) y Margarito "el Mago" (batería) quien Saldría exactamente después de grabar el primer disco, Siendo Genaro Solís "Tilico" quién ocuparía su lugar. "Sin tu amor" es la primera grabación de el Grupo Yndio, tema que se posicionó rápidamente en los primeros lugares de popularidad en el país e inclusive en el Billboard, convirtiéndose en el fenómeno musical del momento, y los hiciera internacionalizarse un año después. 
En 1973, graban su segundo éxito titulado "El", tema que estuvo en primer lugar del Billboard por 4 semanas y es el año de su primera gira en la Unión Americana obteniendo gran respuesta del público latino. 
En 1974, se incorpora al grupo Hilde Lara en la voz, Pasando René a la 2da guitarra y 2da voz. A finales de ese año graban "Porque nos dijimos adiós" éxito que consolidó al Grupo Yndio en México y Estados Unidos. Sus siguientes éxitos "Eres mi mundo", "Linea telefonica" (1977) "Herida de amor" (1978, disco de oro) y "Dame un beso y dime adiós" (1978 disco de platino) aseguraron un lugar dentro de los corazones de toda una generación.
En 1978, marca la salida de Pepe Liera, y el lugar es ocupado por José Aranda "el Che"  en la primera guitarra y en 1985 Maro Pérez entra en el lugar de Eduardo Orduño en el bajo. 
En 1992, graban otro éxito: "Melodia desencadenada" versión en español del tema principal de la película Ghost la sombra del amor y en 1998 sale José Aranda "el Che", quedando René en la primera guitarra y segunda voz.
En 2016, Genaro Solís "Tilico" fallece a causa de una complicación médica. Su lugar es ocupado por Homero Solís, hijo de Genaro, quien forma parte de la alineación de Grupo Yndio en ese momento. 
Después de la pandemia Homero Solís deja la agrupación por motivos de salud y se incorpora Alfonso Aranda, hijo de José Aranda, en la segunda guitarra y coros, a su vez Manuel Machuca entra en la batería, en el 2023 desgraciadamente enferma Hilde Lara su vocalista y sigue luchando con su enfermedad sin poder presentarse en la actualidad, pasando así a ocupar su lugar Alfonso Aranda en la voz y ésta alineación se mantiene hoy en día, tratando de mantener el estilo romántico que identifica al grupo.

## Discografía

### Sin Tu Amor (EP-1972)
- Sin Tu Amor
- Mamá Gorda
- Las Nubes Que Pasan (Díselo tú)
- Amor de Padres

### Sin Tu Amor (1972)
- Sin Tu Amor
- No Me Dejes Amor
- El Tiempo
- Lo Que Te Puedo Ofrecer
- Noches y Días Perdidos
- Si Tu Me Dejas
- Es Para Tí, Es Para Mí
- Lo Que Siempre He Soñado
- Jamás Corazón
- Siempre Habrá un Mañana

### Yndio (1973)
- Él
- Cuando Salgo A los Campos
- Quedamos Como Amigos
- Las Nubes
- Desolación
- Dulce Amor
- Siempre De Novios
- Como Te Extraño
- Perdoname Mi Amor
- Déjame
- Sufro Tu Ausencia

### Por Que Nos Dijimos Adiós (1974)
- Por Que Nos Dijimos Adiós
- Como Te Extraño
- La Que Era Ya No Es
- Cuando Salgo A Los Campos
- Perdoname Mi Amor
- Déjame
- Quedamos Como Amigos
- Sufro Tu Ausencia
- Las Nubes
- Desolación

### Herida De Amor (1976)
- Herida De Amor
- Mi Gran Tristeza
- Adiós Amor
- Cuéntale
- Dame un Beso y Dime Adiós
- Por Qué Te Quiero
- Llorar, Llorar, Llorar
- Ven a Mí
- Nunca Te Olvidaré
- Te lo Pido de Rodillas

### Aniversario V (1977)
- Eres Mi Mundo (Eres Mi mundo)
- Amanecer
- Me Haces Falta ... Te Necesito
- Ya Nunca Más
- Línea Telefónica
- Solos los Dos
- Entonces Me Dices Adiós
- Por Culpa de los Dos
- Gracias Amor
- Abrázame, Decídete

### Cartas Marcadas (1980)
- No Nos Hablamos Más
- Adiós Amor
- Toda La Noche Contigo
- Cartas Marcadas
- Cuando Mas Te Necesite
- Sueños Locos
- Déjame Ver
- Desde Que Te Perdí
- La Traicionera
- Te Necesite

### Ayúdame (1981)
- Ayúdame
- Elvira
- Mujer
- Sencillamente Una Canción
- Vuélveme a Querer
- Amor Agotado
- Delirio
- Ana
- Al Que Tu Amas
- Si Me Dices Que Te Vas

### 10 Aniversario (1982)
- Algo
- No Debes Verme Llorar
- Soñando
- Ya No Voy A Llorar
- Amor
- Mejor Que Ayer
- Linda Mujer
- Brindo Por Ella
- Cómo puedes
- Creo En Ti

### Temas de Amor (1983)
- Amor Indio
- Gema
- Solo
- Historia De Un Amor
- Ojos Cafés
- Cancionero
- Cien Mujeres
- Sin Ti
- Loca Pasión
- Noche Callada

### Polkas y Cumbias (1984)
- Pazcola
- Siempre Hace Frío
- Los Pandeados
- La Huerfanita
- Este Amor
- La Rufalina
- El Porro de Pedrito
- Sonora Querida
- María Chuchena
- 10 No Volveré

### Adiós (1985)
- Adiós
- Corazón
- Música Triste
- Eres Tú
- Ladrones
- Te Quedas o Te Vas
- Una Limosna de Amor
- No Quiero Vivir Sin Ti
- Desde Hoy
- Amor Secreto
- Cuando El Amor Se Acaba
- Antes De Que Te Vayas

### Polkas y Cumbias Vol II (1986)
- El gringuito
- Cuatro caminos
- Mi Corazón
- Mariposa equivocada
- Bésame, bésame
- La indita y el yndio
- Uno más de los espaldas mojadas
- Es amor
- Lamento del mojado
- Todo terminó

### Cada Vez Que Tu Te Vas (1986)
- Cada Vez Que Tu Te Vas
- Hasta Que a Mi Regresas
- Que Pena
- Lo Dices Tu O Lo Digo Yo (Say You, Say Me)
- Solo un Beso
- Cherish
- Eso Fue Ayer
- Grande, Tan Grande
- Muñequita
- Bien Hecho Amor

### La Canción De Los Dos (1987)
- La Canción De Los Dos
- Sin Ella
- Yo preferiria
- Lo Importante Es Soñar
- Donde Vas Amor?
- Mi Vida Se Pinto De Gris
- Despecho
- Pobre De Mi Corazón
- Reina y Soñador
- Cariño Mio

### Yndio (1988)
- No Quiero Vivir Ya Sin Tu Amor
- Nos Pertenecemos
- Revisa Mi Equipaje
- Yo Comencé La Broma
- Mala Cabeza
- Llorar
- Y Me Fui
- Fijate
- Al final
- El Sabor De Mi Piel

### Triste realidad (1990)
- Cariño Bandolero
- Vino Tinto (Red Wine)
- Triste realidad
- Por Que Dios Mio
- Reflexiones de mi vida (Reflections of My Life)
- El Secreto
- Como Da Vueltas La Vida
- No Me Vayas A Olvidar
- Dos Seres
- Sólo Porque (Just Because)

### Tiernamente Desencadenado (1991)
- Melodía Desencadenada (Unchained Melody).
- Aprendiendo a vivir sin ti.
- Nuestro Amor Prohibido - Mi Adoración.
- Oh! Niña (Oh! Muchacha!).
- De Rodillas Ante Tí.
- Déjame Decirte.
- Quisiera.
- Que Triste en Es Decir Adiós
- Desde Que Se Fue.
- Entre la Lluvia Y Mi Llorar

### Si Quieres Volver (1992)
- Si Quieres Volver
- Siempre en mi mente
- Tus Mentiras
- Ojos Claros
- El Fin del Mundo
- Hasta Entonces
- Angel Baby
- Juanito Galán
- Quiéreme esta noche
- Para Qué

### Lo Quieras O No (1994)
- Te Lo Pido De Rodillas
- Desde Que Te Perdí
- Lo Quieras o No
- Libre, Solterito y Sin Nadie
- No Puedo Evitar Enamorarme De Ti
- Muchas Veces Reí
- Al Sur De La Frontera
- Solo
- Ahora Veo Claramente
- Vivir En Soledad
- Embrujo
- No Esperes Que Sea Tu Amigo
- Demasiado Romántica
- Al Sur de la Frontera (versión en español)
- Solo (version larga) [bonus track]

### Reencuentro (1996)
- Te amo necesariamente
- Sueña, Dulce Nena
- Ámame
- Eres tú
- Tus ojos de amor
- Te quiero
- Como Ayudar un Corazón Roto
- Si te vas
- Sólo por ti
- Acaríciame
- La Última Carta
- Dulce Amor
- Larga distancia
- Huellas

### 12 Éxitos Rancheros Y Cumbias (1998)
- Te He Prometido
- amor de los dos
- Mi Recuerdo
- El duelo
- Tequila
- El mandilón
- En Unos Días
- Calacas
- Aquella Que se Mira
- La Gorda Pac-Man
- Borracho
- Fíjate

### El León Despertó (1998)
- Tatuaje
- Te voy a extrañar
- Ya te olvide
- No quiero perder tu amor
- Pirata de amor
- Te necesito
- Pensando en essa chica
- Lo que siento por ti
- Ya lo se que tú te vas
- Las puertas del olvido
- Adiós por teléfono

### Con Amor Hacia el 2000 (1999)
- El Privilegio de Amar
- Solo Importas Tú
- Es Imposible
- Si Me Dieras Tu Amor
- La Suavecita
- Se Busca
- Año Viejo
- Suavecito, Suavecito
- Las Reumas
- Por Cuanto Me Lo Das

## Actualidad
En el año 2022, graban una colaboración, 2 temas  con el cantante Carín León. Hacen un "refresh" a dos de sus versiones "Dame un beso y dime adiós" y "Línea telefónica"; las cuales han sido un éxito en redes sociales.
Grupo Yndio sigue presentandose, con cuatro de los seis miembros originales; siendo un caso único de estabilidad en una agrupación musical formada en los años 1970, siguen haciendo giras en Estados Unidos y Centroamérica; además de presentarse con relativa frecuencia en México.
Mereciendo el reconocimiento especial de ser el único grupo original. Al presentarse el Grupo Yndio, muchas parejas y matrimonios actuales, asisten a las presentaciones en los Estados Unidos. Son un verdadero ejemplo para el resto de las agrupaciones; por continuar en el grupo varios de los integrantes originales por prácticamente 50 años, lo que se traduce en amplio reconocimiento del público de todas las edades. En abril de 2010 realizaron una única presentación en el Auditorio Nacional de la Ciudad de México.